# 삼각의 공포
삼각의 공포(삼각의 공포)는 한국에서 제작된 이만희 감독의 1967년 영화이다. 남궁원 등이 주연으로 출연하였고 주동진 등이 제작에 참여하였다.

## 출연

### 주연
- 남궁원
- 박노식
- 문정숙

## 제작진
- 조명: 윤창화
- 미술: 김유준